# Hamza Humo
Hamza Humo (* 30. Dezember 1895 in Mostar; † 19. Januar 1970 in Sarajevo) war ein jugoslawischer Schriftsteller und Kunsthistoriker.

## Leben
Hamza Humo ging in seiner Heimatstadt aufs Gymnasium. 1914 wurde er in Komárom in Ungarn interniert und 1915 zur österreichisch-ungarischen Armee eingezogen und war als Schreiber und Übersetzer in einem Krankenhaus in Győr tätig. Nach dem Krieg studierte er in Zagreb Kunstgeschichte, dann in Wien und Belgrad. Danach gab er die Zeitschriften Zabavnik und von 1923 bis 1931 Gajret heraus und war bis zum Zweiten Weltkrieg Redakteur bei Politika. Während des Krieges weilte er in Cim bei Mostar. Nach dem Zweiten Weltkrieg schließlich war er Herausgeber der Zeitung Novo doba (Neue Zeit), leitete Radio Sarajevo und eine Gemäldegalerie in Sarajevo.

## Werke
Humo begann als Lyriker. Später wandte er sich vermehrt der Prosa zu und schrieb Erzählungen, Romane und auch Dramen, in denen er mit einem deutlichen Hang zur Idealisierung das schwere Los der muslimischen kleinen Leute in Bosnien beschrieb. Humos bekanntestes Werk ist der Roman „Trunkener Sommer“, der auch ins Deutsche übersetzt wurde. Er schildert darin autobiographische Erlebnisse, Stimmungen und die zarte Liebe eines Sommers auf dem Gut seines Vaters. All dies endet mit dem Herbst, der Trauer des Abschieds und der Hoffnung auf einen neuen Frühling.
- Nutarnji život. Lieder. Mostar, 1919.
- Strasti. Erzählungen. Beograd, 1923.
- Grad rima i ritmova. Lieder. Geca Kon. Beograd, 1924; - 2. izd. Svjetlost. Sarajevo, 1975.
- Sa ploča istočnih. Lieder. Beograd, 1925.
- Grozdanin kikot. Roman. S. B. Cvijanović. Beograd, 1927; - Seljacka knjiga. Sarajevo, 1953; 1956; 1958; 1962;     Trunkener Sommer. Übers. Manfred Jähnichen, Illustr. Horst Bartsch. Berlin, 1958; - Frankfurt a. M. 1961; 1962; mit Zeichnungen von Gunter Böhmer. - Svjetlost. Sarajevo, 1962;   Trunkener Sommer. Dortmund, 1968;  Grozdanin kikot. Veselin Maslesa. Sarajevo, 1983; 1984; 1989.
- Pod žrvnjem vremena. Erzählungen. Sarajevo, 1928.
- Od prelaza na Islam do novih vidika. Rasprava. Sarajevo, 1928.
- Slučaj Raba slikara. Erzählungen. Sarajevo, 1930.
- Pripovijetke. Erzählungen. Srpska knjizevna zadruga. Beograd, 1932.
- Ljubav na periferiji. Erzählungen. Beograd, 1936.
- Zgrada na ruševinama. Roman. Beograd, 1939.
- Die singende Stadt, Erzählung, dt. 1940
- Za Tita (Für Tito). Lieder. Sarajevo, 1946.
- Pjesme. Lieder. Sarajevo, 1946.
- Hasan opančar. Erzählungen. Sarajevo, 1947.
- Adem Čabrić. Roman. Svjetlost. Sarajevo, 1947; 1951.
- Poema o Mostaru. Sarajevo, 1949.
- Tri svijeta. Drama. Sarajevo, 1951.
- Perišićeva ljubav. Erzählungen. Sarajevo, 1952.
- Izabrane pjesme. Svjetlost. Sarajevo, 1954; 1968.
- Hadžijin mač. Erzählungen. Svjetlost. Sarajevo, 1955; 1964; 1967.
- Sabrana djela. Knjiga I-VI. Izbor, redakcija i predgovor Muhsin Rizvic. Svjetlost. Sarajevo, 1976.
- Jablan do neba. Lieder. Svjetlost. Sarajevo, 1980.
- Izbor iz djela (Auswahl aus dem Werk). Veselin Maslesa. Sarajevo, 1982.